# Les Granges-Gontardes
Les Granges-Gontardes è un comune francese di 561 abitanti situato nel dipartimento della Drôme della regione dell'Alvernia-Rodano-Alpi.

## Società

### Evoluzione demografica
Abitanti censiti